# Albert Bunjaku (allenatore)
Albert Bunjaku (Pristina, 18 giugno 1971) è un allenatore di calcio ed ex calciatore kosovaro con cittadinanza albanese naturalizzato svedese, di ruolo centrocampista.

## Biografia
Nato a Pristina nell'allora provincia jugoslava del Kosovo, è di etnia albanese.

## Carriera

### Giocatore
Ha giocato per tre anni nel Priština, una delle squadre più titolate del Kosovo, che all'epoca della sua militanza giocava nelle serie minori jugoslave. Successivamente ha anche giocato per alcune stagioni nelle serie minori svedesi.

### Allenatore
Dopo gli inizi in squadre delle serie minori e giovanili, ha allenato il Syrianska ed il Tidaholms GIF nella seconda serie svedese; successivamente ha lavorato come allenatore in seconda per il Degerfors e per il Kalmar, squadre della massima serie svedese. In seguito ha allenato per un anno il Testverein, squadra delle serie minori tedesche, e dal 2012 allena come vice la squadra Under-21 dell'Örebro, in Svezia. Dal 18 luglio 2009 allena la Selezione di calcio del Kosovo, che dal 2014 è stata riconosciuta come Nazionale dalla FIFA, disputando la sua prima partita ufficiale il 5 marzo 2014.